# Mayalde

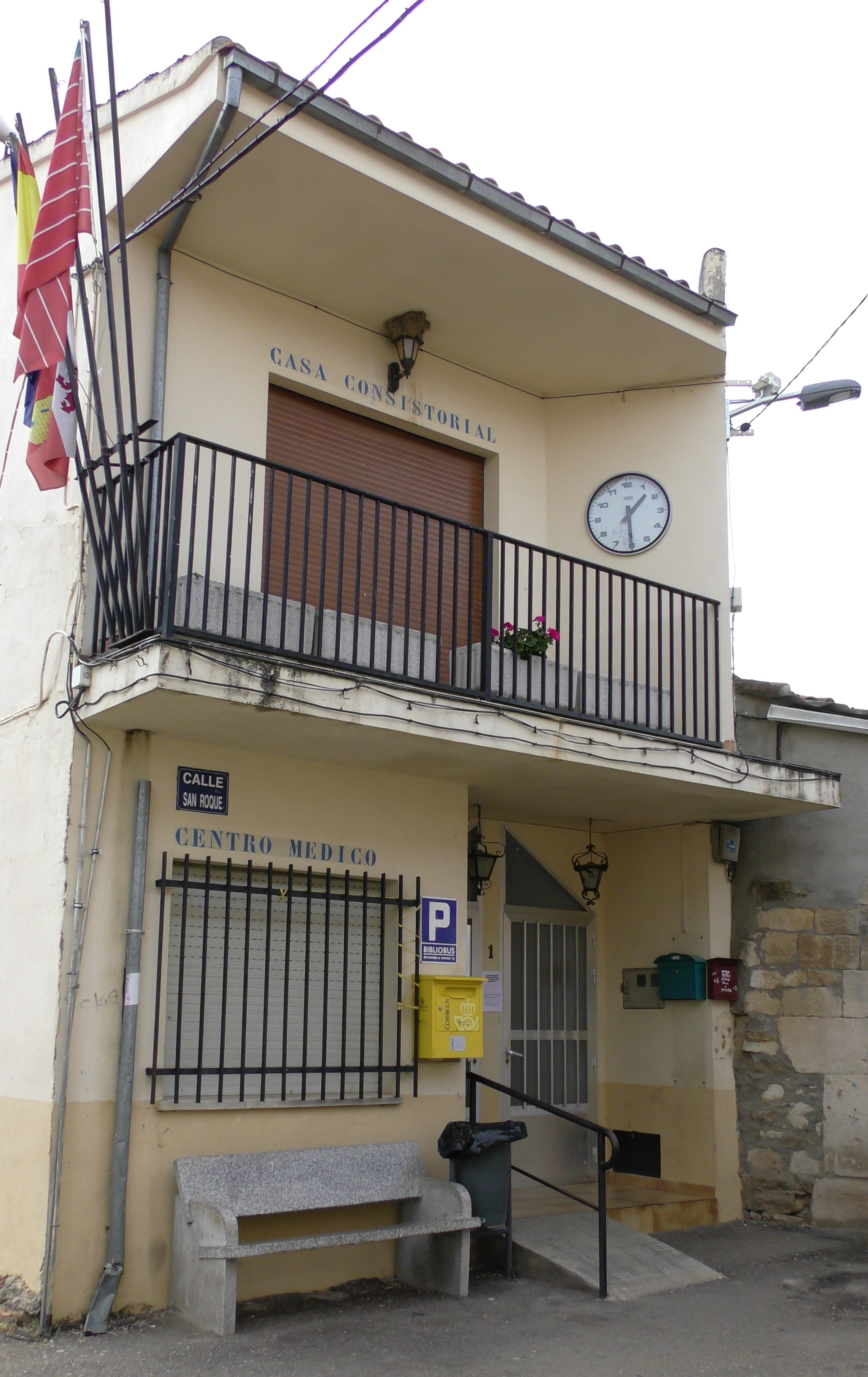
Ayuntamiento y centro de salud

Mayalde es un municipio y localidad española de la provincia de Zamora, en la comunidad autónoma de Castilla y León.

## Símbolos
El pleno del ayuntamiento de Mayalde, en sesión ordinaria celebrada el 24 de marzo de 1999, aprobó por unanimidad el escudo heráldico y la bandera municipal con la siguiente definición:
- Escudo Heráldico: partido, 1.º de gules báculo resaltado de mitra todo de plata. 2.º: de plata tres franjas de azur. Al timbre corona real cerrada.
- Bandera Municipal: bandera rectangular, de proporciones 2 por 3, formada por dos franjas verticales, roja al asta y blanca con tres franjas horizontales azules, iguales al batiente.

## Topónimo
Vocablo procede de mayal —y este de mallal, mallar con significado de golpear—. El mayal se refiere a dos utensilios de uso habitual en las tareas agrícolas. Uno es el instrumento compuesto de dos palos, uno más largo que otro, unidos por medio de una cuerda, con el cual se desgrana el centeno dando golpes sobre él. El otro es el palo del cual tira la caballería que mueve los molinos de aceite, tahonas y malacates.

## Geografía
Se encuentra situada en la calzada de El Cubo del Vino (ZA-301), a más o menos medio camino entre El Cubo de la Tierra del Vino y Peñausende. Su término de unos 44 km², se encuentra situado a una altitud de 875 m.
| Noroeste: Peñausende                     | Norte: Cabañas de Sayago                  | Noreste: Cabañas de Sayago               |
| Oeste: Peñausende                        |                                           | Este: El Cubo de la Tierra del Vino      |
| Suroeste Provincia de Salamanca (Santiz) | Sur: Provincia de Salamanca (La Izcalina) | Sureste: Provincia de Salamanca (Izcala) |

## Historia

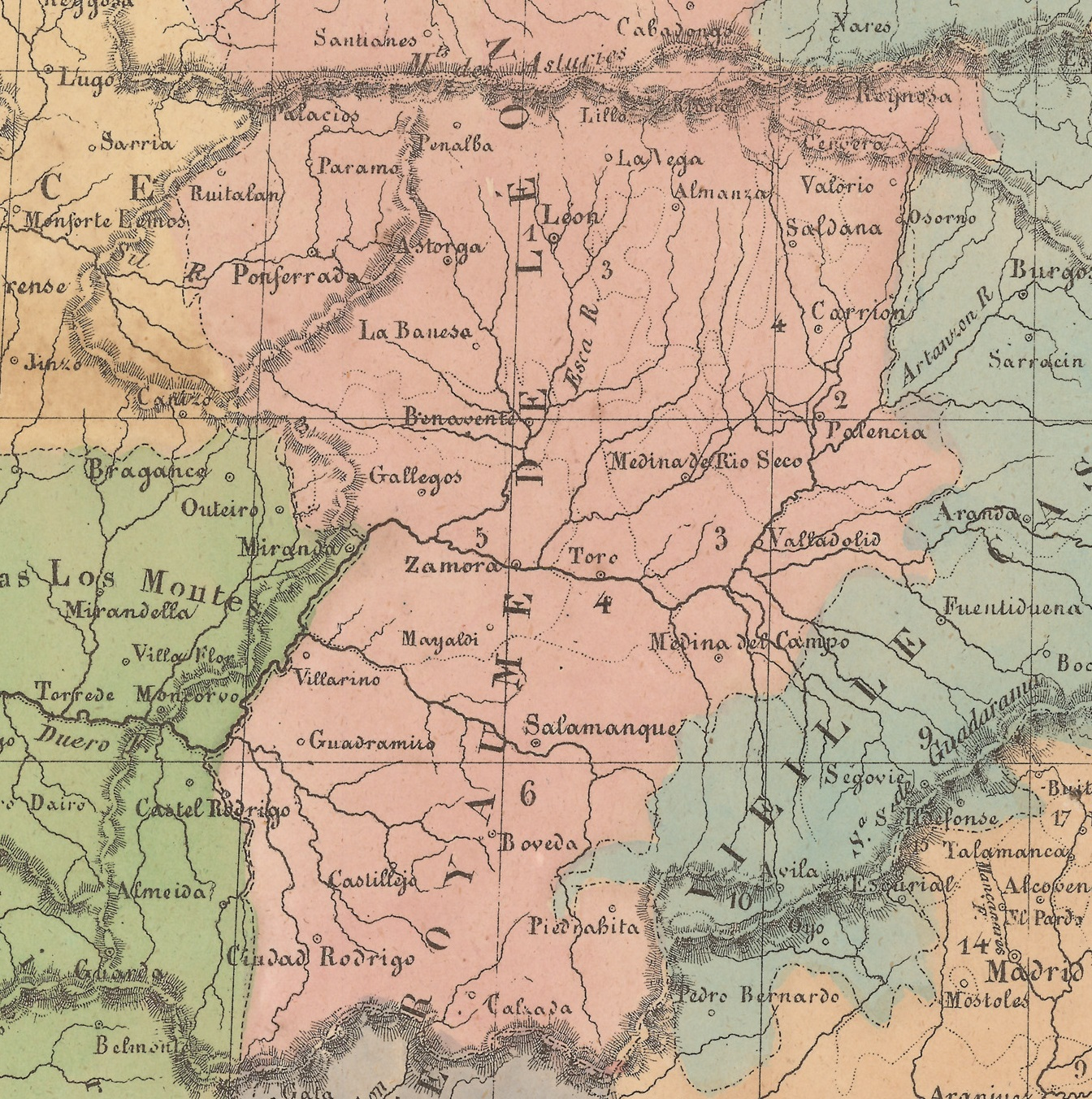
Detalle del mapa Espagne et Portugal, realizado por H. Selves en 1822 y en el que se observa Mayalde

La ubicación en alto de esta localidad y su topónimo de origen germánico, o de origen indoeuropeo precéltico según otros, sustentan la hipótesis de la antigüedad de este asentamiento y en cualquier caso su existencia previa a los poderes feudales. En cualquier caso, Mayalde fue una de las localidades que la monarquía leonesa integró en el contexto de las repoblaciones que llevaron a cabo durante la Edad Media. Con posterioridad se constata la primera mención documental a Mayalde, fechada en el año 1143.
Hasta la fecha no se conoce texto foral de esta localidad, sin embargo es muy factible su existencia debido a su antiguo estatus señorial, propios de una población constituida en vasallaje, con un territorio propio y legislación diferenciada y estable, de la que ha llegado noticias sin más garantía que las propias de un memorial sin fecha y de claro rango administrativo. A mediados del siglo XIII la diócesis zamorana puso en práctica la ordenación contable de todo su patrimonio territorial, para lo cual efectuó resúmenes o breves relaciones que fueron codificados en su archivo, Tumbos Negro y Blanco, como buena práctica para la gestión y dirección de sus intereses económicos.
De entre los asientos derivados de esta nueva práctica, destaca el referente a esta localidad bajo la rúbrica de «Estos son los foros que fazen los de Mayalde al obispo», estableciendo a continuación que cada colono daba una ochaba de cebada et III dineros, mas VII morabetinos de servitioet martiniega, que de la eglisia lieva el obispo la tercia y que también dan ela iantar. El texto transcrito muestra una clara relación de señorío-vasallaje que estuvo vigente en esta localidad a pesar de no existir un documento en el que se contenga su carta constitutiva.
Existe una posterior cita en el Tumbo Blanco, en la que se recoge la «postura que hizo el obispo con el concejo de Mayalde», recogiendo al efecto una breve ordenanza sobre el régimen del ganado de holganza y la potestad del alcalde y del casero del obispo de imponer y hacer efectiva la multa de cinco maravedíes por las infracciones tasadas. El acuerdo contempla las siguientes tres reglas:
1. «Que todos aquellos que overen vacas, que fagan curral en la aldea o en lo monte, hu las tenga enserradas de noyte desde el primero dia de abril fasta pan collido».
2. «Et aquel que llas non acurralar de nocte desde primero dia de abril fasta pan collido, que peche V morabetinos: la meatade a palazo et la meatade al conceyo».
3. «Et lo alcalle et lo casero que fuere del obispo en Mayalde sean poderosos de prindar por estos V morabetinos, et que non perdone a nenguno».

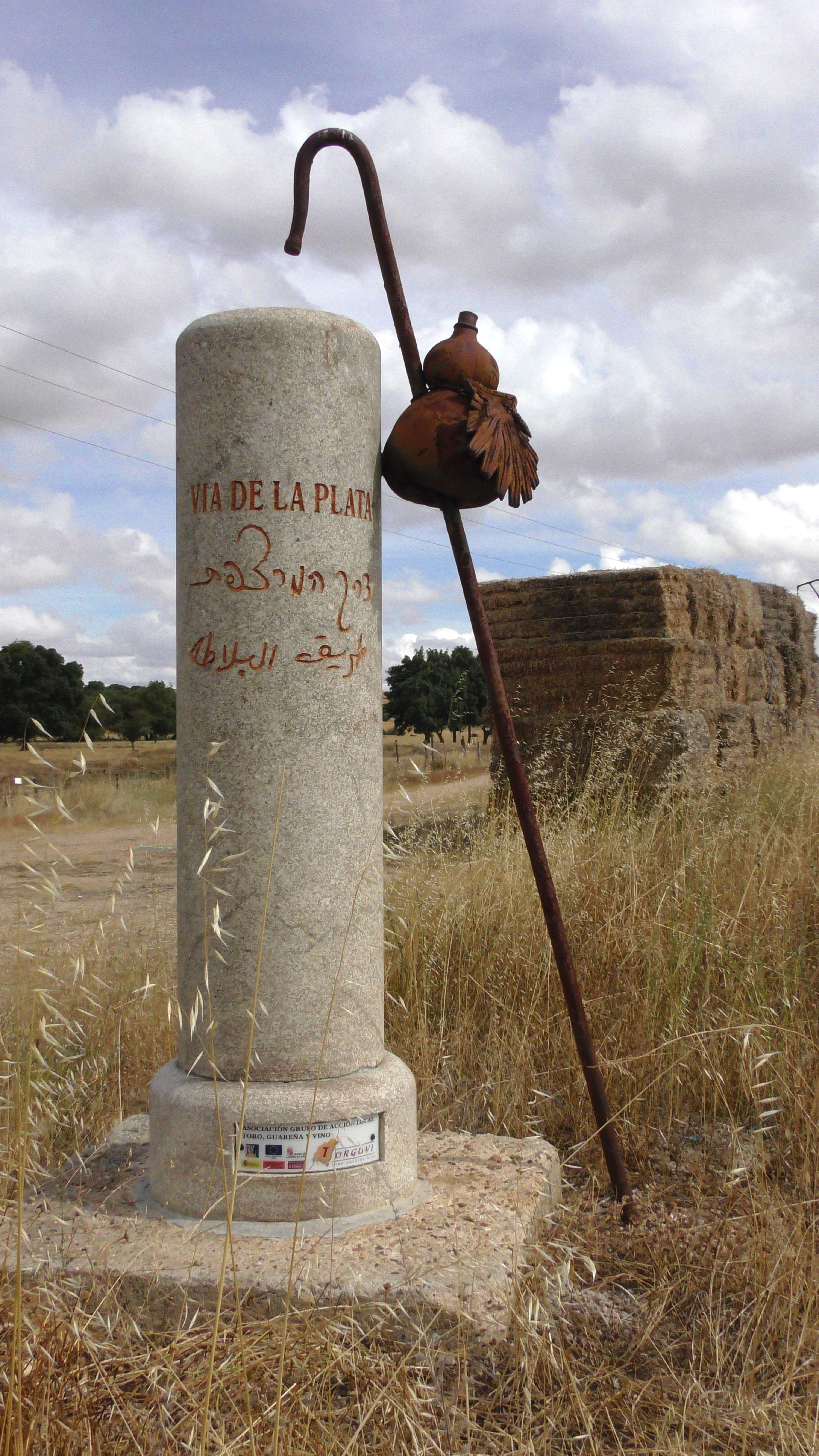
Miliario actual del Camino de Santiago de la Vía de la Plata. En la carretera que lleva a El Cubo del Vino

Ya en la Edad Contemporánea, la división provincial de 1833 encuadró a Mayalde en la provincia de Zamora y la Región Leonesa, la cual, como todas las regiones españolas de la época, carecía de competencias administrativas. Un año después Mayalde fue adscrita al partido judicial de Fuentesaúco, en vez de integrarla al partido judicial de Bermillo de Sayago, como ocurrió con el resto de localidades sayaguesas. Tras la constitución de 1978, Mayalde pasó a formar parte en 1983 de la comunidad autónoma de Castilla y León, en tanto municipio adscrito a la provincia de Zamora. En 1983, tras la supresión del partido judicial de Fuentesaúco, fue integrada en el actual Partido Judicial de Zamora.

## Geografía humana

### Demografía
Cuenta con una población de 152 habitantes (INE 2024).
| Gráfica de evolución demográfica de Mayalde entre 1842 y 2021                                                         |
| |
| Población de derecho según los censos de población del INE. Población de hecho según los censos de población del INE. |

#### Transportes
Atraviesa el municipio la carretera ZA-302 que une El Cubo de Tierra del Vino con Bermillo de Sayago y permite acceder hacia el este a la autovía Ruta de la Plata que une Gijón con Sevilla y a la N-630, carretera nacional de igual recorrido. 
En cuanto al transporte público se refiere, tras el cierre del Ferrocarril Ruta de la Plata, que pasaba por el municipio vecino de El Cubo y tenía parada en el mismo, no existen servicios de tren en el municipio ni en los vecinos, ni tampoco línea regular con servicio de autobús, siendo las estaciones más cercanas las de Zamora. Por otro lado el aeropuerto de Salamanca es el más cercano, estando a unos 69 km de distancia.

## Cultura

### Patrimonio
- Iglesia de San Benito Abad: espaciosa, de sillería, con crucero clásico y contrafuertes románicos, aunque la espadaña es posterior. De su interior destaca un crucifijo del siglo XVI, así como imágenes de San Benito y San Roque.

### Fiestas
Las más importantes se celebran en San Roque, el 16 de agosto, con presencia de emigrantes y un amplio programa en el que predominan los espectáculos de toros junto a conciertos musicales, juegos infantiles, trofeos deportivos y todo tipo de actividades lúdicas.
En marzo se celebran las patronales en honor a San Benito, con procesión y actos religiosos a los que sigue un refresco popular y baile. En febrero las águedas exhiben sus trajes y celebran actividades durante tres días, y los quintos también mantienen la tradición de plantar el mayo.